# 16222 Donnanderson
16222 Donnanderson è un asteroide della fascia principale. Scoperto nel 2000, presenta un'orbita caratterizzata da un semiasse maggiore pari a 2,2112045 UA e da un'eccentricità di 0,0226857, inclinata di 1,71231° rispetto all'eclittica.